# Inés y la alegría
Inés y la alegría es una novela de la escritora española Almudena Grandes, publicada en 2010. Se trata del inicio de la serie Episodios de una Guerra Interminable, la cual continúa con El lector de Julio Verne (2012), Las tres bodas de Manolita (2014) y Los pacientes del doctor García (2017).
La acción de la novela se desarrolla durante los sucesos de la invasión del Valle de Arán, un levantamiento popular contra la dictadura de Franco que sucedió en 1944 y que acabó en fracaso. La obra mezcla ficción y realidad. Se trata de una reflexión sobre un conflicto "poco analizado por los historiadores" y que, en su opinión, silenciaron tanto Franco como el Partido Comunista de España.

## Premios
- Premio de la Crítica de Madrid en 2010
- Premio Iberoamericano de Novela Elena Poniatowska en 2011
- Premio Sor Juana Inés de la Cruz en 2011[5]